# Franciszek Rzeźniczak
Franciszek Rzeźniczak (ur. 23 września 1914 w Kąkolewie, zm. 3 lutego 1991 w Zielonej Górze) – polski muzyk, kapelmistrz, dyrygent orkiestry "Zastal", kompozytor. Autor hymnu na otwarcie Mistrzostw Świata w Pięcioboju Nowoczesnym w 1981 w Drzonkowie.

## Życiorys
1 stycznia 1955 został wybrany na dyrygenta i instruktora Zakładowej Orkiestry Dętej Zastalu, podlegało mu 50 muzyków. W 1955 orkiestra z chórem uczestniczyła w V Światowym Festiwalu Młodzieży i Studentów w Warszawie, o jej wysokim poziomie świadczył fakt, że od 1958 wielokrotnie uczestniczyła w wydarzeniach o randze ponadlokalnej, a także występowała poza granicami Polski. W 1960 orkiestry z Zielonej Góry i Hradec Králové koncertowały wspólnie przez ponad 3 godziny na szczycie Śnieżki (1602 m n.p.m.). W 1963 orkiestra pod batutą Franciszka Rzeźniczaka witała na przejściu granicznym w Kunowicach sekretarza generalnego ZSRR Nikitę Chruszczowa. Od 1966 do 1967 orkiestra Zastalu nagrywała utwory dla Polskiego Radia, w 1972 wystąpiła na festiwalu w czeskim Kolínie. W 1974 nagrywała dla Telewizji Polskiej, a następnie koncertowała w NRD i Czechosłowacji. W tym samym roku Franciszek Rzeźniczak uczestniczył w komponowaniu muzyki do przedstawienia "Człowiek znikąd" wystawianej na scenie Lubuskiego Teatru im. Leona Kruczkowskiego. W 1976 orkiestra pod batutą Franciszka Rzeźniczaka zagrała koncert inaugurujący Mistrzostwa Świata w Pięcioboju Nowoczesnym, które były rozgrywane w Drzonkowie. W 1977 orkiestra obchodziła 30-lecie istnienia w związku z czym przygotowała cykl koncertów jubileuszowych. Rok później uczestniczyła w festiwalu orkiestr dętych w Štětí w Czechosłowacji. W 1979 zajęła I miejsce na II Ogólnopolskim Przeglądzie Orkiestr Dętych we Wrocławiu, przyjmując, że istniało wówczas ok. 1170 orkiestr dętych, wygrana była wybitnym dowodem perfekcyjności zespołu i jego dyrygenta. Rok później po raz drugi orkiestra uczestniczyła w festiwalu w Kolínie, zaś w 1981 uczestniczyła w otwarciu Mistrzostw Świata w Pięcioboju Nowoczesnym w Drzonkowie. Podczas uroczystości został odegrany specjalny hejnał skomponowany przez Franciszka Rzeźniczaka. W 1982 orkiestra wystąpiła z serią koncertów, który miały miejsce w miejscowościach położonych na wybrzeżu. W 1985 Franciszek Rzeźniczak w imieniu orkiestry przyjął Puchar Prezydenta Zielonej Góry za zwycięstwo w turnieju winobraniowym, a rok późnej Puchar Wydziału Kultury Urzędu Wojewódzkiego w Zielonej Górze. W 1987 świętując swoje 40-lecie orkiestra dała liczne koncerty i przemarsze jubileuszowe, w tym samym roku muzycy uczestniczyli w X Festiwalu Orkiestr Dętych w czeskim Šumperku. Od 1988 do 1990 Orkiestra Dęta „Zastal" uczestniczyła w "Porankach Muzycznych", które były organizowane przez Polski Związek Chórów i Orkiestr. W 1990 Franciszek Rzeźniczak w związku z pogarszającym się stanem zdrowia po 35 latach kierowania orkiestrą przeszedł w stan spoczynku. Zmarł 3 lutego 1991, zielonogórska Rada Miasta w uznaniu jego zasług Uchwałą nr. XIV z dnia 28 czerwca 1991 nazwała jego imieniem ulicę na Osiedlu Zastalowskim.